# LE-3
LE-3は、宇宙開発事業団（NASDA）が航空宇宙技術研究所（NAL）や三菱重工業と共に1960年代に開発した、人工衛星打ち上げ用の日本初の国産液体燃料ロケットエンジン。LS-Cロケット7号機、ETVロケット2号機及びN-Iロケットの第2段エンジンとして用いられた。

## 概要
Qロケットの第3段用エンジンとして開発が開始されたものであるが、1970年にQ計画と旧N計画を統合した新N計画へ計画が変更されたことに伴い、N-Iロケットの第2段エンジンとして使用されることになった。開発はロケットダインのチェック・アンド・レビューによる技術指導の下で行われた。燃料としてエアロジン-50（A-50）、酸化剤として四酸化二窒素（NTO）を用いる。
名称は、1965年に開発が完了しLS-Cロケット1号機に用いられた硝酸/非対称ジメチルヒドラジンを推進剤とするLE-1と、1968年に開発が完了しLS-Cロケットの2号機から6号機までに用いられた硝酸/A-50を推進剤とするLE-2に続く液体燃料ロケットエンジンであることを表している。なお、LE-1以前には硝酸/ケロシンを推進剤とするエンジンが開発されており、LS-AロケットとLS-Bロケットに用いられている。

## 構造
エンジンの燃焼サイクルはガス押し式サイクルを採用した。燃焼器はろう付け管構造燃焼器であり、噴射器や燃焼器の製造には電子ビーム溶接や放電加工を多用した。これらの加工技術は後の日本製液体ロケットエンジン製造技術の基盤となった。
LS-CロケットやETVロケットでは直径の制約からノズル膨張比を落とした仕様のエンジンを使用している。

## 主要諸元
- 全長 : 1,671 mm
- 直径 : 943 mm
- 燃焼サイクル : ガス押し式サイクル
- 真空中推力 : 5,445 kgf
- 真空中比推力 : 290.2 s
- 混合比 : 1.50
- 膨張比 : 26
- 燃焼圧力 : 11.64 kg/cm2,abs
- 酸化剤界面圧 : 20.0 kg/cm2,abs
- 燃料界面圧 : 20.2 kg/cm2,abs

## 発展案
N-IIロケットの当初計画であるN改良型I型ロケットの構想においては、第2段エンジンとしてLE-3を改良した国産エンジンLE-4を採用する予定であった。改良点としては、アブレーティブ冷却化による軽量化、再着火能力の付加、燃焼時間の向上が挙げられていた。しかし、打ち上げ能力が衛星側の要求を満たさないことが明らかになったため、この計画は断念され、エアロジェットからAJ10-118FJを導入することとなった。